# Невеста по фотографии (фильм)
«Невеста по фотографии» (англ. Picture Bride) — драма режиссёра Каё Хатты.
Премьера фильма состоялась в мае 1994 года на 47-м «Каннском кинофестивале» в конкурсе «Особый взгляд». В январе 1995 года он был показан в США на кинофестивале «Сандэнс», где выиграл приз зрительских симпатий. В широкий прокат кинолента вышла 28 апреля 1995 года. В 1996 году номинировался на кинопремию «Независимый дух». 
В 2004 году компания «Miramax» выпустила специальную DVD версию, которая содержит документальный фильм о создании фильма.

## Сюжет
16-летняя японка Риё прибывает в 1918 году на Гавайи, чтобы выйти замуж за человека, с которым она даже не знакома, кроме как по его фотографии и письму. Надеясь избавиться от прежних жизненных невзгод, по прибытии она понимает, что ошиблась в своих ожиданиях. Будущий муж оказался вдвое старше и является обычным рабочим на плантации сахарного тростника. Желая накопить денег на обратный билет, Риё нанимается прачкой на ночь, а дневное время посвящает работе на той же плантации. Но через некоторое время девушка понимает, что от того первоначального неприятия местной жизни и самого мужа не осталось и следа, что даже в этой полной труда и невзгод жизни можно обрести счастье.

## В ролях
| Актёр               | Роль          |
| ------------------- | ------------- |
| Юки Кудо            | Риё           |
| Кэри-Хироюки Тагава | Кандзаки      |
| Тэмлин Томита       | Кана          |
| Акира Такаяма       | Мацудзи       |
| Ёко Суги            | тётя Содэ     |
| Кристианна Мейс     | мисс Пипер    |
| Тосиро Мифунэ       | бэнси (камео) |

## Кассовые сборы и критика
Общая сумма кассовых сборов составила $ 1,238,905. Фильм получил высокие оценки от критиков. На сайте Rotten Tomatoes рейтинг картины составил 82 %, а средняя оценка — 6.9 баллов из 10 на основе 11 обзоров. Известный кинокритик Роджер Эберт поставил 3 звезды из 4, отметив, что в этом фильме присутствуют элементы сверхъестественного. Кроме этого, он сказал, что эта картина является одной из нескольких недавних фильмов, которая рассказывает о том, как мы собрались со всех уголков земного шара, чтобы называть себя американцами. Лиза Шварцбаум из «Entertainment Weekly» также дала положительную оценку, назвав фильм «лирическим, элегантно составленной драмой».